# Лимасол (озеро)
Лимасо́л (греч. Αλυκή Λεμεσού, англ. Limassol Salt Lake) или Акроти́ри (греч. Αλυκή Ακρωτηρίου, англ. Akrotiri Salt Lake) — соляное озеро, крупнейший по площади внутренний водоём на острове Кипр, расположенный на британской заморской территории Акротири и Декелия.
Озеро лежит к юго-западу от города Лимасол, и его площадь составляет 10,65 км². Низшая точка озера — 2,7 метра ниже уровня моря, а его наибольшая глубина — около 1 метра.
По предположению геологов, озеро образовалось в результате запруживания морского пролива наносами рек Курис (с западной стороны) и Гарилис (с восточной стороны), что привело к объединению Кипра с небольшим островком у его южного побережья, таким образом территория нынешнего озера когда-то являлась частью морского пролива.
Озеро считается одним из важнейших водно-болотных угодий восточного Средиземноморья. Из-за того, что более 50 процентов территории озера имеет глубину не более 30 сантиметров, оно привлекает тысячи болотных птиц, останавливающихся здесь во время сезонных миграций между Африкой и Европой. «BirdLife International» отмечает, что от 2000 до 20 000 розовых фламинго (Phoenicopterus roseus) проводят зимние месяцы на озере Лимасол.
В 2003 году Министерство обороны Великобритании решило построить вблизи озера две гигантские антенны для радиопрослушивания Ближнего Востока, Местные и европейские экологи были обеспокоены тем, что эти установки могут нарушить экосистему озера, оказав негативное влияние.